# M.I.D.A.S.
M.I.D.A.S.は、スクウェア・エニックスのコンピュータゲーム『フロントミッション』シリーズに登場する架空の兵器。

## 概要
Matter Irradiation type Dissociate Acceleration System（物質放射型分離加速システム）の略称。M.I.D.A.S.とは、金原子核線を発生させる装置（もしくは高エネルギー状態を維持する装置）のことで、必ずしも破壊兵器のみを意味するものではない。
また、同名の略称を持つUSN特殊放射線アラスカ研究所システムの総称「Mass Initerparticle Dissociation Antiproton Synthesizer（大質量素粒子間分離型反陽子生成機）」のことも指す。
同名の略称であるが、金原子核応用理論に基づき設計された前者の装置と反物質の生成を目的とした後者のプロジェクトは全く関係無く、後者のプロジェクトの方が先に進行している。経緯は後に前者の破壊兵器としての側面が着目されたため、軍主導の開発となったため。軍高官が後者を無視して同名の略称を付けるに到り、現場の混乱を招いている。ちなみに略称はギリシャ神話におけるミダス王の成事に由来する。

## 原理
M.I.D.A.S.は金原子核線理論を元に造られている。
本理論は沖縄海洋都市（O.C.U.日本）沖合における爆発事件以降、事実上凍結されたために、その詳細については未だに明らかにされていない。本項目では概要を述べる。
特殊な条件下で金原子を崩壊させることにより発生する金原子核線は、接触したほぼ全ての物質を結合崩壊させる。この反応に際してはウラン等の通常の核分裂反応よりも膨大なエネルギーを取り出すことが可能である。
また、一切の放射性物質を残存させず、崩壊元素が標準状態にて再構成することにより生成される多量の水素原子と、一部の金原子が一連の反応後に残されるのみである。これらの性質から、M.I.D.A.Sはエネルギー問題解決などの糸口として期待された。応用技術として、廃棄物処理や水素資源の回収、気体水素による風圧を利用したコジェネレーションを同時に行うという、革新的なシステムも提唱されていた。一方で、金原子核線の封じ込め技術の確立が非常に困難であるために、安全な制御に問題があった。
巻き込んだ物質をほぼ完全に消滅せしめることに加え、極めて"クリーンな"運用が可能であることから、兵器としての実用性も強く示唆されていた。2108年にL・クラムスコイ博士の後を継いだE・クラムスコイ博士が応用理論を確立させると、運用問題への対処法である封じ込め技術が実現に向かうことになった。
なお、理論段階に過ぎなかった技術を実用段階にまで押し上げたE・クラムスコイ博士は一種の作られた天才であり、紛争の経過にも大きく関わっている。

### 使用方法
『FRONT MISSION3』においてクローズアップされたのはM.I.D.A.S.の破壊兵器としての側面であるが、前述したようにその名称は装置の総称であり、平和利用目的の理論も含む。
要するに、作中の言を借りて簡潔に述べるなら「地球に優しい核兵器」と言え、以下三点から従来の兵器を凌駕した効力を発揮できるとされる。
- 発展：現状のモデルでは核の威力を越えることは困難だが、発展すれば戦略核を越える事すら可能。
- 調整：将来的には効果範囲の調整すら可能とし、ピンポイントで一拠点を消滅させる戦術兵器としての運用も可能とされる。また、戦略兵器級としても、運用コストは従来の核より遥かに低減される。
- 実用：最大の特徴として、放射能が一切発生しないため、抑止力でない実用的な兵器としての運用が考えられる。

## アラスカ研究所M.I.D.A.S.暴走事件
2112年7月8日、U.S.N.アラスカ特殊放射線研究所をテロ組織「グリムニル」が襲撃。目的は不明であったが、施設の暴走であったと推測される。
同組織の動向については、U.S.N.特殊作戦軍特殊分遣隊「バーゲスト」の調査により、事前から行動が予想されており、バーゲストは施設の襲撃を想定した防衛作戦を即座に展開。グリムニルの想定外の大規模なヴァンツァー部隊展開により一時劣勢となるが、危機にいち早く対応したストライク・ワイバーンズの増援により撃退に成功している。
アラスカ研究所地下に埋設された装置及びそれら全てを統御するシステムは兵器としてのM.I.D.A.S.とは発想が全く異なったものと言える。襲撃の際に外部からの不正な侵入・操作を受けシステムは制御不能となる。所長であるE.クラムスコイ博士の処置により暴走は最小限にこそ抑えられたものの、施設は崩壊。なお、最悪の形で暴走を引き起こした場合はアラスカ州のほぼ全土が消滅する規模の爆発が発生すると予想されていた。
事件後、U.S.N.による大規模な査問会が開かれたが、当時はM.I.D.A.S.の存在自体が軍の機密事項であり、この事件の関係者に処罰された者は皆無であった。

## M.I.D.A.S.強奪に伴う騒乱
上記事件中の2112年7月9日、日本政府の承認下、日防軍がM.I.D.A.S.を強奪する。この際、直接の実行部隊として活動したのは機動急襲群である。U.S.N.側は上記事件の対応により混乱しており、その中での作戦実行から、グリムニルと呼応した動きとも取れる。
以下はM.I.D.A.S.争奪を要因、もしくは遠因とした環太平洋地域での紛争の総覧である。

### 横須賀M.I.D.A.S.爆発事故
同年10月31日、日防軍横須賀基地にて、極秘裏に研究が進められていたM.I.D.A.S.であるが、研究中であったM.I.D.A.S.が何らかの要因で爆発。この事故によって、列国を日本に注視させることになり、各国の諜報員が日本に集結している。
この際に暴発したM.I.D.A.S.は既に生成に成功されていたコピーであり、威力もオリジナルに劣るものであった。にもかかわらず、地下施設の大半を消滅させる威力を有し、本体の生成に関わっていた技術者の大半を失っている。

### フィリピン内戦
O.C.U.の要請により、日本より搬出されたM.I.D.A.S.本体はOCUフィリピンのタール基地に搬入された。この際、M.I.D.A.S.統御のための周辺機器開発を行っていた生き残りの技術者も伴っている。この情報を察知したU.S.N.及び大漢中がM.I.D.A.S.奪取を企図して行動を開始。
大漢中はかねてより南沙諸島（スプラトリー諸島）の領有権を条件として、かねてより支援を行っていたバマラム元第2副大統領率いるフィリピン自由主義党に対し、大規模な支援を確約。これもあり、ミンダナオ島から北進を許されていなかった反政府軍は大規模なキャンペーンを開始、首都マニラの存在するルソン島まで迫った。
U.S.N.はミナエフ指揮下の元FIAによる基地急襲を行い、これらに対し恐怖を抱いたタール基地司令セマウンの独断により、M.I.D.A.S.をバタンガスに迫っていた大漢中艦隊に対し、投下。これにより大漢中艦隊は壊滅するも、爆発は沿岸部をもえぐり、市街地の半分近くを失う相当の被害を生じさせた。反政府軍は多数の兵員を失い、大漢中も以後介入を断念する。
なお、この際は大漢中も工作員の下、武村和輝をはじめとする傭兵によって急襲を行っている。（アリサ編）

#### フィリピン自由主義党
Philippines Liberalism Party
OCUからの独立を掲げ、現ラカン政権の打倒を目指す反政府組織。国力の整わない現状における早期独立はかえって害になるとのラカン大統領の考えに対し、第2副大統領バマラムが早期独立を主張し、自らを党首として立ち上げた組織である。
財界や大漢中の支援により、物資は充分に確保していたが、人員の不足から十分な戦力を揃えられず、ミンダナオ島を占拠するものの、その後のルソン島攻略において足止めを余儀なくされていた。政府発表によると誘拐や脅迫によって戦闘員を確保していたとのこと。
が、大漢中の支援により北上を開始。バナイ島拠点、ネグロス島要塞、大型揚陸母艦タガト・アハスを相次いで攻略後、ルソン島へ侵攻するも、M.I.D.A.S.投下により多大な損害を受け、目的の成就には至らなかった。

#### フィリピン軍
ダガト・アハス
フィリピン海軍の誇る超大型揚陸艦。ホバーを採用し、浅瀬の多い近海での活動を想定して設計されている。反面、燃費の問題からか長期間の航行は想定されていない。ダガト・アハスはタガログ語で海蛇の意。

### 大漢中内戦
大漢中内戦は直接M.I.D.A.S.が関わった騒乱ではないが、裏では技術者争奪の企図がなされていた。

#### FIA
連邦情報局(Federal Intelligence Agency)のこと。
独自の実行部隊を持っている。
パープルヘイズ

### 日防軍クーデター
O.C.U.にM.I.D.A.S.本体を引き渡した日防軍であったが、オリジナルM.I.D.A.S.は強奪当時から沖縄海洋都市に秘蔵しており、引き渡したM.I.D.A.S.もコピーの一つであった。
日防軍強硬派はM.I.D.A.S.強奪に成功したものの、一向に行動を起こさない政府に業を煮やし、このオリジナルM.I.D.A.S.を切り札として、日本の世界的発言力強化を目的とした武力蜂起を行った。

#### 日本国防軍
日防軍（略称、英語表記：Japan Defence Force）は現在の自衛隊を前身とした組織であり、史実をある程度踏襲した点が見られる。
国防三軍と国防統合軍から成る二重の指揮系統は、より効率的な運用を目指したものであるが、2112年時においては統合軍に与えられた権限の大きさから軍の独走を許してしまうことになる。国産WAPに関しては納入にあたって、西暦の下3桁を付けられるという慣習が存在する他、カスタマイズを施したオリジナル輸入品には独自に“97式-隼”等の呼称を付けている。
国防三軍
国防陸軍・国防海軍・国防空軍の総称。一般国民から見た日防軍と言えばこちらを指す。
国防統合軍
平時には休眠状態にあり、有事に際して三軍を召集し、人員を徴収して指揮に当たる。
機動強襲群(Mobile Assault Group)
有事にあたり、先行して行動を起こす他、国内の対テロ対策も兼ねる。
状況対策課(Situation Control Department)
機動強襲群の主実行部隊。特殊歩兵部隊の他、作戦行動にあたってはその都度WAP等の装備を使用している。
空中支援課(Air Support Department)

### 沖縄海洋都市
メガフロートの一種であるが、船舶による曳航ではなく、各プライマリィブロックが自力航行してきた点で異なる。

### 事後の経緯
沖縄海洋都市において、P.B一つ諸共にオリジナルM.I.D.A.S.が失われたことによって騒乱は一応の終結を迎える。

#### エマ編
当事国の一つである日本はこの事件を大漢中とO.C.U.の謀略として、激しく非難。大漢中は反発するも、日本はO.C.U.から離脱する素振りさえ見せ、前代の友好国であるU.S.N.に接近した。日本とU.S.N.の会談中、O.C.U.フィリピン政府の要請により、一連の紛争に大きく関わった武村和輝をはじめとする武装グループがシャトルで急襲。グループの一員でもあったE.クラムスコイ博士が会見の場を利用して、一連の紛争にすべての勢力が関わったという真相を暴露し、その席上でM.I.D.A.S.技術拡散防止を目的とする機構の打ち上げを発表する。

#### アリサ編
O.C.U.日本は紛争の被害者であるO.C.U.フィリピン政府に対し、謝罪をすると共に紛争当事者であるO.C.U.、U.S.N.、大漢中に対し激しい非難を送った。U.S.N.はこの声明に激しく反発。逆に大漢中は一連の紛争は日本とU.S.N.の陰謀であるとし、やはり反発した。一方、O.C.U.は一貫してノーコメントを貫いている。当事国同士の主張が食い違うなか、事態の解決には相応の時間がかかると見積もられている。
その後は、被爆国となった日本とフィリピンを中心として、技術の拡散を防止するための枠組みの設立が進められている。
一方、紛争の裏で暗躍したINに対しては何の処方もなされていないようで、ラーブヌイは更にプロジェクトを推し進めている。